# Gornja Lovnica
Gornja Lovnica (cyr. Горња Ловница) – wieś w Czarnogórze, w gminie Rožaje. W 2011 roku liczyła 362 mieszkańców.